# Epitaciolândia
Epitaciolândia este un oraș în unitatea federativă Acre (AC) din Brazilia.
La recensământul din 2007, Epitaciolândia avea o populație 13,343 de locuitori. Suprafața orașului Epitaciolândia este de 1,659 km².